# Mierzęcin (gmina Pawłowiczki)
Mierzęcin (niem. Mierzenzin, 1936-1945 Massdorf)– wieś w Polsce położona w województwie opolskim, w powiecie kędzierzyńsko-kozielskim, w gminie Pawłowiczki. W 2011 roku liczba mieszkańców we wsi Mierzęcin wynosiła 101.
W latach 1975–1998 miejscowość należała administracyjnie do województwa opolskiego.

## Historia
Nazwa wsi Mierzęcin wywodzi się od nazwiska Mierzęty, posiadacza lub dzierżawcy folwarku. Wieś powstała z połączenia kolonii Mierzęcin (należącej pierwotnie do wsi Kózki) i przysiółka o tej samej nazwie, należącego do Naczęsławic.
Początek wsi dała kolonia Mierzęcin, która powstała na terenie folwarku skarbowego rozparcelowanego w latach dwudziestych XIX wieku. Wieś posiadała własną pieczęć gminną, na której wizerunku umieszczono drzewo. liczyła w 1845 6 domów mieszkalnych. W późniejszym czasie na gruntach Naczęsławic, sąsiadujących z kolonią Mierzęcin, wybudowano 3 domy tworząc przysiółek. Połączenia przysiółka z dawną kolonią dokonano na przełomie XIX i XX wieku.